# لوك روكهولد
لوك سكايلر روكهولد (بالإنجليزية: Luke Skyler Rockhold؛ مواليد 17 أكتوبر 1984) هو مُقاتل فنون قتالية مختلطة أمريكي مُعتزل، وهو حاليًا متعاقد مع بطولة القتال بالأيدي العارية وقتال الكاراتيه. نافس سابقًا في يو إف سي، حيث كان بطل يو إف سي للوزن المتوسط السابق. نافس روكهولد أيضًا مع سترايك فورس، حيث كان آخر بطل سترايك فورس للوزن المتوسط قبل اندماج المنظمة مع يو إف سي.

## الخلفية
بدأ لوك التدريب في رياضة الجودو عندما كان في السادسة من عمره ولكنه تركها عندما بلغ العاشرة من عمره. وعندما دخل في الصف السابع، انضم إلى فريق المصارعة في مدرسته وتمسك بهذه الرياضة طوال فترة دراسته في مدرسة سوكيل الثانويةلوك روكهولد لاعب سانتا كروز في برنامج ”صانع الثقاب المليونير“ أثناء تلقيه دروس الجوجيتسو. كان الجد الأكبر لروكهولد من السكان الأصليين الأمريكيين الأصليين. وهو أيضاً من أصول ألمانية وأيرلندية وإنجليزية.

## المشاريع الأخرى

### وجه عطر رالف لورين
في عام 2018 أصبح روكهولد الوجه الجديد لعطر «بولو بلو» من رالف لورين.

## حياته الشخصية
كان روكهولد على علاقة بالممثلة والمغنية ديمي لوفاتو لعدة أشهر في أواخر عام 2016. ظهر الثنائي لأول مرة علنًا أثناء حضورهما حدث يو إف سي 205 معًا في ماديسون سكوير جاردن في نيويورك. انفصلا في يناير 2017.
في فبراير 2022، أجرت صديقة روكهولد عملية إجهاض، ثم انفصلا بعد ذلك.
روكهولد هو راكب أمواج متحمس ومتزلج على الألواح، وعارض أزياء محترف، حيث عمل كعارض أزياء في أسبوع نيويورك للموضة وكان وجه عطر «بولو بلو» من رالف لورين.

## البطولات والإنجازات

### فنون القتال المختلطة
- يو إف سي
  - بطولة يو إف سي للوزن المتوسط (مرة واحدة)
  - قتال الليلة (مرتين) ضد كريس ويدمان وباولو كوستا[12]
  - أفضل ضربة قاضية في الليلة (مرة واحدة) ضد كوستاس فيليبو
  - أداء الليلة (مرتين) ضد مايكل بيسبنغ وليوتو ماتشيدا
- سترايك فورس
  - بطولة سترايك فورس للوزن المتوسط (مرة واحدة؛ الأخير)
    - دفاعان ناجحان عن اللقب

  - متعادل لأكثر إنهاءات في تاريخ سترايك فورس (7)
  - أكبر عدد إخضاعات في تاريخ سترايك فورس (5)
- شيردوغ.كوم
  - الفريق الأول لكل العنف 2015[13]
  - أفضل إخضاع لعام 2014 ضد تيم بوتش[14]
  - 2014 الفريق الأول لكل العنف[15]
- فايت ماتريكس.كوم
  - مفاجأة العام 2015 ضد كريس ويدمان[16]
  - النزال الأكثر أهمية في عام 2015 ضد كريس ويدمان[17]

## سجل فنون القتال المختلطة
| السجل المهني |        |         |
| 22 نزال      | 16 فوز | 6 خسارة |
| ضربة قاضية   | 6      | 5       |
| إخضاع        | 8      | 0       |
| قرار القضاة  | 2      | 1       |

| النتيجة | السجل | الخصم          | الطريقة                                  | الحدث                                      | التاريخ        | الجولة | الوقت | المكان                                   | الملاحظات |
| ------- | ----- | -------------- | ---------------------------------------- | ------------------------------------------ | -------------- | ------ | ----- | ---------------------------------------- | --- |
| خسر     | 16–6  | باولو كوستا    | قرار القضاة (بالإجماع)                   | يو إف سي 278                               | 20 أغسطس 2022  | 3      | 5:00  | سولت ليك (مدينة)، يوتا، الولايات المتحدة | العودة للوزن المتوسط. قتال الليلة.                                                                                                   |
| خسر     | 16–5  | يان بلاهوفيتش  | ضربة قاضية (باللكمات)                    | يو إف سي 239                               | 6 يوليو 2019   | 2      | 1:39  | لاس فيغاس، نيفادا، الولايات المتحدة      | أول ظهور في وزن خفيف الثقيل. |
| خسر     | 16–4  | يويل روميرو    | ضربة قاضية (باللكمات)                    | يو إف سي 221                               | 10 فبراير 2018 | 3      | 1:48  | برث، أستراليا الغربية، أستراليا          | على لقب بطولة يو إف سي للوزن المتوسط المؤقت، أخفق روميرو بتحقيق الوزن (187.7 رطل) ولم يكن مؤهلاً للفوز باللقب.                        |
| فاز     | 16–3  | دايفيد برانش   | ضربة فنية قاضية (الخضوع للكمات)          | يو إف سي ليلة القتال: روكهولد ضد برانتش    | 16 سبتمبر 2017 | 2      | 4:04  | Pittsburgh، بنسيلفانيا، الولايات المتحدة | |
| خسر     | 15–3  | مايكل بيسبنغ   | ضربة قاضية (باللكمات)                    | يو إف سي 199                               | 4 يونيو 2016   | 1      | 3:36  | إنغليووود، كاليفورنيا، الولايات المتحدة  | خسر لقب بطولة يو إف سي للوزن المتوسط.                                                                                                |
| فاز     | 15–2  | كريس ويدمان    | ضربة فنية قاضية (باللكمات)               | يو إف سي 194                               | 12 ديسمبر 2015 | 4      | 3:12  | لاس فيغاس، نيفادا، الولايات المتحدة      | فاز بلقب بطولة يو إف سي للوزن المتوسط. قتال الليلة.                                                                                  |
| فاز     | 14–2  | ليوتو ماتشيدا  | إخضاع (خنق خلفي عاري)                    | يو إف سي على فوكس: ماتشيدا ضد روكهولد      | 18 أبريل 2015  | 2      | 2:31  | نيوآرك، نيو جيرسي، الولايات المتحدة      | أداء الليلة. |
| فاز     | 13–2  | مايكل بيسبنغ   | إخضاع (خنق المقصلة)                      | يو إف سي ليلة القتال: روكهولد ضد بيسبنغ    | 8 نوفمبر 2014  | 2      | 0:57  | سيدني، أستراليا                          | أداء الليلة. |
| فاز     | 12–2  | تيم بوتش       | إخضاع (كيمورا المثلث المقلوب)            | يو إف سي 172                               | 26 أبريل 2014  | 1      | 2:08  | بالتيمور، ماريلند، الولايات المتحدة      | |
| فاز     | 11–2  | كوستاس فيليبو  | ضربة قاضية (ركلة الجسم)                  | يو إف سي ليلة القتال: روكهولد ضد فيليبو    | 15 يناير 2014  | 1      | 2:31  | دولوث، جورجيا، الولايات المتحدة          | أفضل ضربة قاضية في الليلة. |
| خسر     | 10–2  | فيتور بلفور    | ضربة قاضية (ركلة الكعب الدوارة واللكمات) | يو إف سي على إف إكس: بيلفورت ضد روكهولد    | 18 مايو 2013   | 1      | 2:32  | خاراغوا دو سول، البرازيل                 | |
| فاز     | 10–1  | تيم كينيدي     | قرار القضاة (بالإجماع)                   | سترايك فورس: روكهولد ضد كينيدي             | 14 يوليو 2012  | 5      | 5:00  | Portland، أوريغن، الولايات المتحدة       | دافع عن لقب بطولة سترايك فورس للوزن المتوسط. حطم الرقم القياسي لأكبر عدد من الدفاعات المتتالية عن لقب سترايك فورس للوزن المتوسط (2). |
| فاز     | 9–1   | كيث جاردين     | ضربة فنية قاضية (باللكمات)               | سترايك فورس: روكهولد ضد جاردين             | 7 يناير 2012   | 1      | 4:26  | Paradise، نيفادا، الولايات المتحدة       | دافع عن لقب بطولة سترايك فورس للوزن المتوسط.                                                                                         |
| فاز     | 8–1   | رونالدو سوزا   | قرار القضاة (بالإجماع)                   | سترايك فورس: بارنيت ضد خاريتونوف           | 10 سبتمبر 2011 | 5      | 5:00  | Cincinnati، أوهايو، الولايات المتحدة     | فاز بلقب بطولة سترايك فورس للوزن المتوسط.                                                                                            |
| فاز     | 7–1   | باول برادلي    | ضربة فنية قاضية (بالركبتان على الجسم)    | سترايك فورس تشالنجرز: كوفمان ضد هاشي       | 26 فبراير 2010 | 1      | 2:24  | سان خوسيه، كاليفورنيا، الولايات المتحدة  | |
| فاز     | 6–1   | جيسي تايلور    | إخضاع (خنق خلفي عاري)                    | منافسو سترايك فورس: غورجيل ضد إيفانجيليستا | 6 نوفمبر 2009  | 1      | 3:42  | فريسنو، كاليفورنيا، الولايات المتحدة     | |
| فاز     | 5–1   | كوري ديفيلا    | إخضاع (خنق خلفي عاري)                    | منافسو سترايك فورس: فيلاسينور ضد سايبورغ   | 19 يونيو 2009  | 1      | 0:30  | كينت، واشنطن، الولايات المتحدة           | |
| فاز     | 4–1   | باك ميريديث    | إخضاع (خنق خلفي عاري)                    | سترايك فورس: شامروك ضد دياز                | 11 أبريل 2009  | 1      | 4:07  | سان خوسيه، كاليفورنيا، الولايات المتحدة  | |
| فاز     | 3–1   | نيك ثيوتيكوس   | إخضاع (خنق خلفي عاري)                    | سترايك فورس: الدمار                        | 21 نوفمبر 2008 | 1      | 3:06  | سان خوسيه، كاليفورنيا، الولايات المتحدة  | |
| فاز     | 2–1   | جوش نيل        | ضربة فنية قاضية (الخضوع للكمات)          | سترايك فورس: يونغ غونز 2                   | 1 فبراير 2008  | 1      | 1:49  | سان خوسيه، كاليفورنيا، الولايات المتحدة  | |
| خسر     | 1–1   | توني روبالكافا | ضربة فنية قاضية (باللكمات)               | قتال على الجبل                             | 6 نوفمبر 2007  | 1      | 2:46  | فرينت، كاليفورنيا، الولايات المتحدة      | |
| فاز     | 1–0   | مايك مارتينيز  | إخضاع (الضغط على الذراع)                 | قتال على الجبل                             | 24 يوليو 2007  | 1      | 2:44  | فرينت، كاليفورنيا، الولايات المتحدة      | |

## سجل ملاكمة عارية الأيادي
| السجل المهني |       |         |
| 1 نزال       | 0 فوز | 1 خسارة |
| ضربة قاضية   | 0     | 1       |

| النتيجة | السجل | الخصم     | الطريقة                     | الحدث           | التاريخ       | الجولة | الوقت | المكان                               | الملاحظات |
| ------- | ----- | --------- | --------------------------- | --------------- | ------------- | ------ | ----- | ------------------------------------ | --------- |
| خسر     | 0–1   | مايك بيري | ضربة فنية قاضية (بالانسحاب) | بي كيه إف سي 41 | 29 أبريل 2023 | 2      | 1:15  | بورمفيلد، كولورادو، الولايات المتحدة |           |

## سجل قتال الكاراتيه
| السجل المهني |       |         |
| 1 نزال       | 1 فوز | 0 خسارة |
| ضربة قاضية   | 1     | 0       |

| النتيجة | السجل | الخصم     | الطريقة                    | الحدث             | التاريخ       | الجولة | الوقت | المكان                        | الملاحظات |
| ------- | ----- | --------- | -------------------------- | ----------------- | ------------- | ------ | ----- | ----------------------------- | --------- |
| فاز     | 1–0   | جو شيلينغ | ضربة فنية قاضية (باللكمات) | كاراتيه كومبات 45 | 20 أبريل 2024 | 3      | 1:43  | دبي، الإمارات العربية المتحدة |           |

## نزالات الدفع مقابل المشاهدة

### فنون القتال المختلطة
| #  | الحدث        | القتال              | التاريخ        | المدينة                                 | المكان    | المبلغ  |
| -- | ------------ | ------------------- | -------------- | --------------------------------------- | --------- | ------- |
| 1. | يو إف سي 199 | روكهولد ضد بيسبنغ 2 | 4 يونيو 2016   | إنغليووود، كاليفورنيا، الولايات المتحدة | منتدى كيا | 283،000 |
| 2. | يو إف سي 221 | روميرو ضد روكهولد   | 11 فبراير 2018 | بيرث، أستراليا الغربية، أستراليا        | برث أرينا | 130،000 |

### ملاكمة عارية الأيادي
| #  | الحدث           | القتال          | التاريخ       | المدينة                              | المكان           | المبلغ      |
| -- | --------------- | --------------- | ------------- | ------------------------------------ | ---------------- | ----------- |
| 1. | بي كيه إف سي 41 | بيري ضد روكهولد | 29 أبريل 2023 | بورمفيلد، كولورادو، الولايات المتحدة | مركز البنك الأول | سيُعلن لاحقاً |

## وصلات خارجية
- لوك روكهولد على موقع IMDb (الإنجليزية)
- لوك روكهولد على موقع قاعدة بيانات الفيلم (الإنجليزية)
- لوك روكهولد على موقع يو إف سي (الإنجليزية)
- لوك روكهولد على موقع شيردوغ (الإنجليزية)
- لوك روكهولد على موقع Tapology.com (الإنجليزية)

| الإنجازات         | الإنجازات                                                         | الإنجازات                                       |
| ----------------- | ----------------------------------------------------------------- | ----------------------------------------------- |
| سبقه رونالدو سوزا | خامس بطل سترايك فورس للوزن المتوسط 10 سبتمبر 2011 – 12 يناير 2013 | شاغرتم حل شعار سترايك فورس وضمها إلى اليو إف سي |
| سبقه كريس ويدمان  | سابع UFC Middleweight Champion 12 ديسمبر 2015 – 4 يونيو 2016      | تبعه مايكل بيسبنغ                               |